# ISO 3166-2:NZ
ISO 3166-2:NZ è uno standard ISO che definisce i codici geografici delle suddivisioni della Nuova Zelanda; è un sottogruppo dello standard ISO 3166-2.
I codici sono assegnati alle 16 regioni; essi sono formati da NZ- (sigla ISO 3166-1 alpha-2 dello Stato), seguito da tre lettere.

## Codici

### Regioni
| Codice | Regione                        | Isola          |
| ------ | ------------------------------ | -------------- |
| NZ-AUK | Auckland                       | Isola del Nord |
| NZ-BOP | Baia dell'Abbondanza           | Isola del Nord |
| NZ-CAN | Canterbury                     | Isola del Sud  |
| NZ-CIT | Territorio delle Isole Chatham | Isole Chatham  |
| NZ-GIS | Gisborne                       | Isola del Nord |
| NZ-HKB | Baia di Hawke                  | Isola del Nord |
| NZ-MWT | Manawatū-Whanganui             | Isola del Nord |
| NZ-MBH | Marlborough                    | Isola del Sud  |
| NZ-NSN | Nelson                         | Isola del Sud  |
| NZ-NTL | Northland                      | Isola del Nord |
| NZ-OTA | Otago                          | Isola del Sud  |
| NZ-STL | Southland                      | Isola del Sud  |
| NZ-TKI | Taranaki                       | Isola del Nord |
| NZ-TAS | Tasman                         | Isola del Sud  |
| NZ-WKO | Waikato                        | Isola del Nord |
| NZ-WGN | Wellington                     | Isola del Nord |
| NZ-WTC | West Coast                     | Isola del Sud  |